# Le Cycle de Raven
Pour les articles homonymes, voir Raven.
Le Cycle de Raven est une série d'heroic fantasy écrite conjointement par Robert Holdstock et  Angus Wells (en), dont les œuvres ne sont pas traduites en France. Le premier livre fut publié en 1978 et sa parution en France date de 1988 chez les éditions Albin Michel. 
En 2006, il y eut une réédition aux éditions du Seuil dans la collection Points Fantasy. 
1. La Maîtresse du chaos, Albin Michel, 1988 ((en) Swordmistress of Chaos, 1978), trad. Michel Pagel (par Angus Wells (en) et Robert Holdstock)
2. L'Araignée d'émeraude, Albin Michel, 1989 ((en) A Time of Ghosts, 1978), trad. Michel Pagel (par Angus Wells (en) et Robert Holdstock)
3. Le Dieu de glace, Albin Michel, 1989 ((en) The Frozen God, 1978), trad. Michel Pagel (par Angus Wells (en))
4. (en) Lords of the Shadows, 1979 (par Robert Holdstock)
5. (en) A Time of Dying, 1979 (par Angus Wells (en))

Cette série a comme particularité de présenter non pas un héros guerrier mais une héroïne guerrière. Elle fait partie des rares héroïnes barbares à la Conan avec Red Sonja et Xena. La rareté de ces personnages est ce qui a incité Angus Wells à proposer l'idée à Robert Holdstock.

## Le Monde
Le Monde du cycle de Raven est un monde violent et brutal où la plupart des nations se font la guerre ou nourrissent des ambitions de conquêtes.
- Le centre du Monde est une grande mer centrale. Sur cette mer, il y a deux îles principales :
  - Kragg : cette île est simplement un caillou rocheux comportant peu de ressources. Les dures conditions de vie ont forgé un peuple dur et fier. Au début commerçants, ceux-ci sont vite devenus de redoutables pirates, les Loups des Mers. Ils sont, au moment du récit, dirigés par leur roi, Gondar.
  - Kharwan : appelée l'Île des Esprits. C'est  de là que viennent les prêtres sorciers. Spellbinder et Belthis viennent donc de Kharwan. L'île est mal connue, tout comme les buts des prêtres sorciers qui restent secrets. Les hommes de Kharwan font ainsi peur à de nombreuses personnes. Elle est entourée de brumes qui la dissimulent et empêchent son accès aux profanes.
- Autour de la Mer intérieure, on trouve 4 nations 
  - À l'est
    - l'Atlanat : ou Empire de l'Atlan. Dirigé par Quez M'yrstal, marié avec sa sœur Kya M'yrstal, cela semble être le plus vaste territoire civilisé de tous les rivages de la Mer Intérieure

  - À l'ouest
    - Ishkar : modeste avant-poste d'où vient Raven. Ces jungles sont peuplées par les redoutables Hommes Bêtes.
    - Sly : patrie des hommes noirs qui aspirent à la paix.
    - Xandrone : pays d'où proviennent les xands. Ce pays de steppes est peu civilisé et divisé en tribus nomades dirigées par des rois bouviers.

- Le reste du territoire : au sud de la mer intérieure et au sud de l'Altanat, s'étendent des terres désertiques où quelques cités-états maintiennent un semblant de civilisation : 
  - Les trois Cités commerçantes : Lyand, Sara et Vartha'an. Leur but est d'établir un empire commercial et d'étendre leur négoce à toutes les terres connues. Elles sont sans cesse en lutte les unes contre les autres mais peuvent s'allier contre des ennemis plus importants : comme l'Altanat par exemple ou contre les pirates de Kragg.
  - D'autres villes de moindre importance : Quell, une cité forteresse abritant la Pierre ; Tirwand, cité de l'acier ; Ghorm port de faible importance.
  - Au Nord de la Mer Intérieure, se trouve la terre la plus méconnue : 
    - Quhwon : c'est un terre de glaces et de neiges. Même Spellbinder avoue ignorer ce qu'il s'y trouve. La Mer Gelée protège les Terres du Sud des créatures qui y vivent.

L'équilibre du monde repose donc entre l'Altanat, les trois cités commerciales et Kharwan, patrie des sorciers. 
Les êtres humains sont la race dominante. Il existe aussi dans les jungles de l'Ishkar des Hommes Bêtes semi-intelligents. Les animaux sont aussi les mêmes que dans notre monde excepté les xands, montures reptiliennes de Xandrone et les molosses de chiourme, chiens énormes et féroces élevés à Lyand pour rattraper et tuer les esclaves en fuite.

## Résumé
Une jeune esclave s'échappe de la cité de Lyand. Poursuivie par les molosses de chiourme, elle est sauvée par un mystérieux oiseau noir. 
Peu de temps après, elle rencontre une bande de mercenaires, avec lesquels elle apprend l'art du combat et devient une guerrière très douée. 
Un des mercenaires est en fait un sorcier du nom de Spellbinder. C'est lui qui va devenir le guide et le protecteur de la guerrière. 
Il l'aidera à trouver sa destinée et l'accompagnera afin qu'elle se venge de Karl ir Donwayne  qui l'a violée lorsqu'elle était esclave.
TOME 1
Après avoir été acceptée par la bande de mercenaires d'Argor, Raven apprend auprès de Spellbinder qu'elle a apparemment une destinée liée à l'oiseau noir mais aussi à l'avenir de son monde. Spellbinder la qualifie d'élue et c'est d'ailleurs lui qui nomme l'ancienne esclave.
Cette dernière devient l'amante du sorcier. 
Ensemble, ils décident de se rendre à la cité-État de Lyand où les deux ne sont guère bienvenus. Ils entrent dans la cité déguisés en prêtres de la Pierre, un fragment d'étoile tombé du ciel. 
En ville, ils apprennent que l'Altanat a déclaré la guerre aux Trois Cités et que Karl ir Donwayne a mis son épée au service de l'Altan Quez M'yrstal. Spellbinder décide alors d'emmener Raven à Quell pour voir la Pierre. Bien que certains lui vouent un culte, ce n'est pas une déité mais par son intermédiaire et avec la magie de Spellbinder, Raven réussit à entrer en contact avec le monde des esprits. 
Là, on lui révèle son statut d'élue et elle voit des images de l'avenir de son monde. Une voix lui indique que pour se venger de Karl, elle devra trouver le Crâne de Quez. Ce crâne appartenait à l'Altanat et pourrait servir de monnaie d'échange contre l'ancien maître d'armes. 
Spellbinder propose de se rendre sur Kharwan pour découvrir l'emplacement du crâne. Ils prennent donc le bateau pour l'Île des Esprits. Mais, sur le chemin, une tempête brise leur bateau. Heureusement, l'oiseau noir trouve un équipage de Loups de la Mer dirigé par Gondar et les guide vers les deux héros. Accueillis sur Kragg, tandis que Raven est convoitée par Gondar, Spellbinder affronte dans un duel magique un sorcier renégat et assoiffé de pouvoir : Belthis.  Celui-ci, vaincu grâce à l'oiseau noir,  s'enfuit à la fin du combat. Raven finit par s'offrir à Gondar qui accepte alors de les mener en Ishkar où le crâne aurait été perdu. 
Gondar, Spellbinder, Raven et les Loups des Mers débarquent sur les côtes d'Ishkar. Errant à travers la jungle, ils sont finalement attaqués par les Hommes Bêtes qui peuplent ces lieux. Le Crâne est en fait détenu par leur chef, un Homme Loup redoutable. Spellbinder réussit à le vaincre en combat singulier. Lors de leur fuite, le sorcier utilise l'artefact pour tuer les Hommes Bêtes lancés à leur trousses.
Enfin, les deux aventuriers vont dans l'Altanat. Ils laissent Gondar à Karhsaam. Celui-ci leur jure amitié et garantit son aide pour le futur. 
Arrivés devant l'Altan et sa femme, très semblables d'apparence, ils s'aperçoivent que Belthis a également rejoint les armées de l'Altanat. 

## Personnages
- Raven : esclave issue d'Ishkar qui deviendra une redoutable guerrière. Son destin semble être lié à un gigantesque oiseau noir qui la défend, la protège et la guide.
- Spellbinder un sorcier et le fidèle compagnon de Raven. C'est un homme svelte à la taille fine et athlétique, aux cheveux longs et noirs et aux yeux bleu azur.
- Gondar : roi de Kragg et des Loups des Mers. C'est un géant barbu, blond aux yeux gris. Il porte les cheveux longs et est armé d'une hache colossale. C'est un homme loyal qui a un profond sens de l'honneur.

Il aide parfois Raven et Spellbinder dans leur quête. 

### Leurs ennemis
- Belthis : sorcier maléfique et ennemi de Spellbinder
- Karl ir Donwayne : ancien Maître d'armes de Lyand, c'est l'ennemi juré de Raven dont elle veut se venger à tout prix.

## La Magie
Elle est uniquement détenue par les prêtres-sorciers de Kharwan. On ne précise rien sur son origine. Belthis est représentatif de la magie noire et Spellbinder d'une magie plus neutre. 